# Бадовский, Ян
Ян Бадовский (1539 — 1608) — польский шляхтич. 
Первый «старший» (гетман) реестрового казачества в 1572—1575 годах.

## История
Ян Бадовский происходил из старинного шляхетского рода Бадовских. После Люблинской унии 1569 года развитие казачества в Речи Посполитой и на Украине пошло более быстрыми темпами. В этот процесс стало активно вмешиваться правительство польского-литовского государства. Первая королевская реформа состоялась в 1570 году.
Организатором казацкого войска стал коронный гетман Ежи Язловецкий, который назначил в 1572 году командовать Войском Запорожским Яна Бадовского, в другом источнике указано что в 1572 году, при Сигизмунде II Августе, гетман Язловецкий организовал часть казачества в пограничную милицию «регистровых» (реестровых), с королевским жалованьем и управлением «старшего». В течение 1572—1575 годов он стоял во главе реестрового казачьего отряда из 300 человек.
Был старшим и судьей над реестровыми казаками. Установление особого административного и судового производства для реестровых казаков имело целью организацию контроля над всем казачеством. Ян Бадовский с помощью принятых на службу казаков должен был удерживать остальных (нереестровых) казаков от действий, которые противоречили бы  польского-литовским государственным интересам.